# إلوين لين
إلوين لين (بالإنجليزية: Elwyn Lynn)‏ هو رسام أسترالي، ولد في 6 نوفمبر 1917 في Canowindra ‏ في أستراليا، وتوفي في 22 يناير 1997 في سيدني في أستراليا.